# مجرن الحمد
مجرن أحمد الحمد (1925 - 29 أكتوبر 2004 )، رياضي وسفير كويتي.
كان من مؤسسي النادي الأهلي الكويتي في عام 1947. أسس في الستينات من القرن العشرين مجلة أضواء الكويت ورأس تحريرها. وكان سفيرًا للكويت لدى إيران في 1965، وسفيرًا لدى سوريا في 1968، وسفيرًا للكويت لدى السعودية في 1970، وسفيرًا لدى تونس في 1973.